# 19458 Legault
19458 Legault este o planetă minoră (asteroid), cu un diametru de 2,579 km, din centura de asteroizi. A fost descoperită pe 21 aprilie 1998 la Mison de Michel Bœuf⁠(d) și a fost numită după Thierry Legault⁠(d). 
Obiectul prezintă o orbită caracterizată de o semiaxă mare de 2,4412023 UAi, o excentricitate de 0,08, o înclinație de 6,81639 ° în raport cu ecliptica.